# Тяньто-1
Тяньто-1 (кит. упр. 天拓一号) — китайский научный микроспутник. 

## Конструкция
Тяньто-1 разработан Институтом оборонной науки и техники. Спутник предназначен для получения изображений Земли, обнаружения атомарного кислорода на орбите, а также для приёма сигналов Автоматической идентификационной системы с морских судов. 

## Запуск
Спутник Тяньто-1 был запущен вместе с аппаратом Яогань-14.